# Caprorhinus betrokae
Caprorhinus betrokae är en insektsart som beskrevs av Wintrebert 1972. Caprorhinus betrokae ingår i släktet Caprorhinus och familjen Pyrgomorphidae. Inga underarter finns listade i Catalogue of Life.